# Вибори до Одеської обласної ради 2015
Вибори до Одеської обласної ради 2015 — вибори депутатів Одеської обласної ради, які відбулися 25 жовтня 2015 року в рамках проведення місцевих виборів у всій країні.
Вибори відбулися за пропорційною системою, в якій кандидати закріплені за 84 виборчими округами. Для проходження до ради партія повинна була набрати не менше 5 % голосів.

## Кандидати
Номери партій у бюлетені подані за результатами жеребкування:
| Номер у бюлетені | Назва                                     | Кількість кандидатів | Перший номер                   |
| ---------------- | ----------------------------------------- | -------------------- | ------------------------------ |
| 1                | «Відродження»                             | 85                   | Гуляєв Василь Олександрович    |
| 2                | Народна партія                            | 72                   | Каптур Олег Олександрович      |
| 3                | УКРОП                                     | 14                   | Гуменюк Дмитро Борисович       |
| 4                | ВО «Батьківщина»                          | 83                   | Радковський Олег Володимирович |
| 5                | «Опозиційний блок»                        | 85                   | Скорик Микола Леонідович       |
| 6                | «Блок Петра Порошенка „Солідарність“»     | 85                   | Авілов Микола Вікторович       |
| 7                | ВО «Свобода»                              | 52                   | Василець Костянтин Сергійович  |
| 8                | Українська морська партія Сергія Ківалова | 85                   | Матковський Валерій Дмитрович  |
| 9                | «Патріот»                                 | 29                   | Алєксєєнко Олена Юріївна       |
| 10               | «Блок Дарта Вейдера»                      | 4                    | Вейдер Дарт Олександрівна      |
| 11               | «Соціалісти»                              | 84                   | Карташов Сергій Вікторович     |
| 12               | Радикальна партія Олега Ляшка             | 84                   | Токарчук Олександр Йосипович   |
| 13               | Аграрна партія України                    | 73                   | Калашник Василь Іванович       |
| 14               | «Наш край»                                | 60                   | Кіссе Антон Іванович           |
| 15               | «Довіряй ділам»                           | 37                   | Труханов Геннадій Леонідович   |
| 16               | «Нова держава»                            | 33                   | Царьков Євген Ігорович         |

## Результати
| Місце | Партія                                    | % голосів | Кількість голосів | Зміна % 2015 до 2010 | Усього місць |
| ----- | ----------------------------------------- | --------- | ----------------- | -------------------- | ------------ |
| 1     | «Опозиційний блок»                        | 21,82 %   | 155 468           | ▼ -16,86 %           | 23           |
| 2     | «Блок Петра Порошенка „Солідарність“»     | 20,18 %   | 143 769           | ▲ +19,36 %           | 22           |
| 3     | «Довіряй ділам»                           | 11,01 %   | 78 440            | —                    | 12           |
| 4     | ВО «Батьківщина»                          | 10,55 %   | 75 175            | ▲ +4,65 %            | 11           |
| 5     | «Відродження»                             | 7,42 %    | 52 854            | —                    | 8            |
| 6     | «Наш край»                                | 7,40 %    | 52 751            | —                    | 8            |
| 7     | Аграрна партія України                    | 3,61 %    | 25 751            | —                    | —            |
| 8     | Українська морська партія Сергія Ківалова | 3,56 %    | 25 387            | —                    | —            |
| 9     | УКРОП                                     | 3,45 %    | 24 571            | —                    | —            |
| 10    | Радикальна партія Олега Ляшка             | 2,90 %    | 20 647            | —                    | —            |
| 11    | ВО «Свобода»                              | 2,46 %    | 17 524            | ▲ +1,81 %            | —            |
| 12    | «Блок Дарта Вейдера»                      | 2,16 %    | 15 393            | —                    | —            |
| 13    | «Нова держава»                            | 1,01 %    | 7192              | ▼ -3,42 %            | —            |
| 14    | «Соціалісти»                              | 0,98 %    | 6978              | ▼ -2,41 %            | —            |
| 15    | Народна партія                            | 0,96 %    | 6838              | ▼ -4,45 %            | —            |
| 16    | «Патріот»                                 | 0,53 %    | 3791              | —                    | —            |
|       | Усього голосів за партії                  | 100 %     | 712 529           |                      | 84           |
|       | Недійсні                                  | 4,57 %    | 34 165            |                      |              |
|       | Усього (явка 41,90 %)                     | —         | 746 866           |                      |              |